# Ocean Viking
L'Ocean Viking est un navire humanitaire affrété à partir de juillet 2019 par l'association SOS Méditerranée.

## Présentation
SOS Méditerranée annonce le 21 juillet 2019 une nouvelle campagne de sauvetage au large des côtes libyennes, à l'aide d'un cargo, l'Ocean Viking. La démarche est soutenue par les autorités norvégiennes, qui ont donné un pavillon au navire. L’opération coûte 14 000 euros par jour. Le navire de 69 m de long sur 15 m de large a été construit en 1986 pour servir de navire d’assistance aux plateformes pétrolières en mer du Nord.
Il est manœuvré par une trentaine de personnes (neuf membres d'équipage, une équipe de recherches et secours et du personnel médical) et peut embarquer jusqu'à 200 rescapés. Il est plus rapide et mieux équipé que l'Aquarius. Des micros et caméras embarqués permettent d'enregistrer tout ce qui se passe à bord et autour du bateau, pour pouvoir prouver éventuellement que le travail a été effectué dans un cadre légal,.

## Chronologie des interventions

### Première mission (2019-2020)
Le navire, alors que SOS Méditerranée annonce qu'elle respectera l’interdiction de débarquer des migrants dans les ports italiens,, est interdit de ravitaillement à Malte. Pendant sa première sortie, trois missions de sauvetage les 9, 10 et 11 août,,, portent le nombre de réfugiés à bord à 356, auxquels s'ajoutent au même moment 160 à bord du navire Open Arms. L'Europe ne réagit pas,. À bord de l'Ocean Viking, une journaliste de l'AFP recueille les témoignages des migrants: un jeune tchadien raconte ses multiples tentatives de fuir Tripoli; une jeune femme ivoirienne accompagnée de ses deux enfants décrit l'enfer des prisons libyennes: « on préfère mourir en mer plutôt que de retourner en Libye ». Le navire attend une autorisation d'accoster,,, qui n’arrive que le 23 août, après quoi les migrants, dont la majorité viennent du Soudan et sont susceptibles d'obtenir une protection internationale, sont répartis entre les différents pays.
Le navire est amarré à Marseille pour préparer sa prochaine mission,, qui débute le 2 septembre. Rome autorise le navire à débarquer 82 rescapés à Lampedusa le 13 septembre, et 182 à Messine en Sicile le 24 septembre. L'association se félicite de la décision italienne, due au nouveau gouvernement de Giuseppe Conte, de rouvrir les ports italiens,. Le 23 septembre, un début d'accord est trouvé entre la France, l’Allemagne, l’Italie et Malte, qui doit  permettre d’éviter les blocages en mer de bateaux humanitaires,. L’Ocean Viking débarque le 19 octobre à Tarente 176 migrants, dont 4 femmes enceintes et 9 enfants, sauvés au large d’Al Jurf (Tunisie) et de Tripoli,, le 30 octobre à Pozzalo 104 autres migrants secourus le 21 octobre au large des côtes libyennes,, et le 24 décembre à Tarente 160 migrants secourus au large des côtes libyennes. 407 migrants récupérés à l'issue de cinq opérations de sauvetage de nuit en moins de 72 heures au large de la Libye débarquent à Tarente le 29 janvier, portant à plus de 1 600 le nombre de personnes sauvées grâce aux opérations de ce navire. Il débarque le 23 février à Pozzallo 274 personnes secourues au large de la Libye, puis s'immobilise à Marseille pendant la période de confinement liée à la pandémie de la covid-19,. Le 11 janvier 2022, il est immobilisé en Sicile pour une inspection qui le rend impossible.

### 2020
Après trois mois d’arrêt, il retourne en mer Méditerranée le 22 juin, mais sans Médecins sans frontières qui a pris ses distances en avril 2020 en raison de divergences stratégiques, sauve 118 migrants dont 25 mineurs le 25 et 30 juin, au cours de quatre opérations distinctes dans les eaux italiennes et maltaises, puis multiplie les demandes d'un port de débarquement à l’Italie et à Malte. À bord, au bout de cinq jours, la tension monte,, avec plusieurs bagarres, six tentatives de suicide, et des menaces physiques envers l’équipage, « au point que la sécurité des 180 rescapés et de l’équipage ne puisse plus être garantie »; le navire se déclare le 3 juillet en « état d'urgence »,,. Le 4 juillet une équipe médicale italienne annonce qu'elle est en train de tester les passagers au coronavirus  en vue de les transporter à bord d’un navire de quarantaine en Sicile. L'autorisation de débarquer à Porto Empedocle est obtenue le 5 juillet. Les migrants sont placés en quarantaine sur le ferry Moby Zaza dans la nuit du 6 juillet, ce que déplore la maire de Porto Empedocle qui réclame l’envoi de l’armée pour « protéger les citoyens ». Le navire est ensuite immobilisé par les gardes-côtes italiens qui estiment que « le navire aurait transporté plus de personnes que ce que lui autorise son certificat de sécurité », un prétexte que l’ancien porte-parole national des gardes-côtes italiens estime ridicule, expliquant qu'« assimiler un naufragé à un passager est une insupportable dégénérescence de la culture maritime ».

### 2021
Le navire est libéré cinq mois plus tard, le 21 décembre 2020, après qu'un certain nombre d'équipements supplémentaires ont été ajoutés, et reprend ses opérations en janvier 2021, en embarquant des journalistes de Mediapart,. L'équipage sauve 119 migrants au large des côtes libyennes le 21 janvier 2021; deux autres sauvetages le lendemain portent le nombre de migrants à bord à 374,. Il débarque le 25 à Augusta en Sicile.
Fin mars 2021, l'Ocean Viking est bloqué au sud de Malte, en attendant la permission de débarquer 116 migrants sauvés la semaine précédente. L'équipage du navire tenta ensuite de porter secours aux migrants lors du naufrage du 22 avril 2021 en Méditerranée, mais sans succès.
Début juillet, du 1er au 4, il secourt en 6 opérations 572 personnes fuyant la Libye, dont 177 mineurs, certains non accompagnés. Ils sont débarqués en Sicile.
Le 31 juillet, au matin il secourt 57 migrants au large de la Libye sur des embarcations pneumatiques en détresse, plus tard vers midi il recueille 54 autres rescapés « Certains des rescapés souffraient de brûlures dues au carburant », ajoute l’ONG. Un peu plus tard il secourt 64 autres migrants portant à 175 le nombre de rescapés dont au moins deux femmes enceintes, 33 mineurs dont 22 non accompagnés.
Le 1er août le navire va encore sauver 253 migrants, sur ce nombre on trouve 48 mineurs dont 15 non accompagnés.
Fin 2021, le navire débarque 114 migrants en Sicile, mais SOS Méditerranée dénonce « le délai entre le sauvetage et le débarquement » et demande « que les États européens se mettent d'accord pour instaurer un système de débarquement ».

### 2022
Le navire-ambulance est affrété en partenariat avec la Fédération internationale des sociétés de la Croix-Rouge et du Croissant-Rouge. Fin mai, quatre opérations de sauvetage permettent de secourir 296 migrants au large de la Libye et de Malte, dont 49 mineurs, dont un bébé de seulement 3 mois, et six femmes enceintes. Ils sont autorisés à accoster dans le port sicilien de Pozzallo.
En octobre et novembre, 234 migrants à bord sont interdits de débarquer par les autorités italiennes et sont renvoyés vers la France qui temporise. Cela crée un bras de fer diplomatique entre les deux pays européens. Le président du Conseil exécutif de Corse se déclare favorable à accueillir temporairement le navire dans un port de l'île,,. Finalement, le vendredi 11 novembre, l'Ocean Viking accoste au port militaire de Toulon,,. Le gouvernement tente d'enfermer les rescapés dans une zone d'attente installée sur la presqu'île de Giens pour examiner en urgence leur demande d'asile, et Gérald Darmanin promet d'expulser immédiatement 44 d’entre eux, mais ces procédures contraires au droit sont invalidées,.

### 2023
Les 25 et 26 août 2023, 440 exilés sont secourus au large de la Libye et la Tunisie.

### 2024
En mai, 35 Bangladais sont secourus au large de Malte. En juillet, 200 personnes sont secourues en quelques heures au large de la Libye.
Le nombre total des personnes secourues en 2024 s'élève à 1948, légèrement moins qu’en 2023 (2 299 personnes), portant le total depuis 2016 à plus de 41 680 personnes secourues par les équipes de SOS Méditerranée à bord de l’Aquarius et de l’Ocean Viking.

### 2025
Début janvier, plus de 100 personnes sont sauvées au large de la Libye. En mars,  25 personnes sont secourues au large de la Libye. En mai, le navire sauve en une nuit deux cent soixante-seize personnes en détresse au large de la Tunisie, à la suite d'une  alerte d’Alarm Phone et en collaboration avec le navire Aurora de l’ONG Sea Watch. L'ONG est contrainte de débarquer les personnes dans le port d’Ancône, à  1 500 km et quatre jours de navigation du lieu de sauvetage. Le sauvetage de 73 personnes en juillet est décrit par le journaliste embarqué du Soir.